# زنباء دخانية
زنباء دخانية (الاسم العلمي:Pangonius fumidus) هي نوع من الحشرات يتبع جنس الزنباء من الفصيلة النعرية.